# Історія П'єри
«Історія П'єри» (італ. Stiria di Piera) — італо-французький кінофільм 1983 року, створений режисером Марко Феррері. Сценарій написано акторкою П'єрою Дельї Еспості та письменницею Дачією Мараїні на основі власної однойменної автобіографічної книги-інтерв'ю (1980). Фільм-учасник конкурсної програми Каннського кінофестивалю 1983 року.

## Сюжет
Лоренцо, батько П'єри, захоплюється комуністичними ідеями, а її мати Євгенія страждає на німфоманію і постійно зраджує чоловікові. Сама ж П'єра тим часом знаходить себе в акторській професії.

## У ролях
| Актор               | Роль                             |
| ------------------- | -------------------------------- |
| Ізабель Юппер       | П'єра                            |
| Ганна Шигулла       | Євгенія, мати П'єри              |
| Марчелло Мастроянні | Лоренцо, батько П'єри            |
| Беттіна Грюн        | П'єра в дитинстві                |
| Анджело Інфанті     | Тіто                             |
| Таня Лоперт         | Еліда                            |
| Піно Тоска          | пекар                            |
| Лідія Монтанарі     | Сто Тисяч Лір                    |
| Лаура Троттер       | молода акушерка                  |
| Айше Нана           | провидиця                        |
| Лоредана Берте      | у ролі самої себе                |
| Ріта Кальдерон      | Маріетта                         |
| Серена Беннаті      | Луана                            |
| Лаура Моранте       | голос П'єри в італомовній версії |

## Нагороди та номінації
Каннський кінофестиваль 1983
- Приз за найкращу жіночу роль (Ганна Шигулла).
- Номінація на Золоту пальмову гілку (Марко Феррері).

Давид ді Донателло 1983
- Номінація на найкращу акторку (Ганна Шигулла).
- Номінація на найкращу художню постановку (Марко Феррері).
- Номінація на найкращого художника по костюмах (Ніколетта Ерколі).